# José Padilha
José Bastos Padilha Neto (Rio de Janeiro, 1º de agosto de 1967) é um cineasta, roteirista, documentarista e produtor cinematográfico brasileiro. Graduado em Administração de Empresas pela Pontifícia Universidade Católica do Rio de Janeiro.
Fundou em 1997, com o fotógrafo e diretor Marcos Prado, a Zazen Produções. Seu primeiro roteiro produzido foi o documentário para a televisão Os carvoeiros, em 1999. Sua estreia como diretor de cinema foi no premiado documentário Ônibus 174, de 2002. Seu primeiro longa de ficção foi o sucesso Tropa de Elite, em 2007.
Em 2008, Padilha foi incluído na lista 10 Directors to Watch da revista Variety.
Ao lado de Fernando Meirelles, foi o primeiro diretor anunciado no projeto Rio, Eu Te Amo, da franquia Cities of Love.

## Início de vida
José Padilha nasceu em 1º de agosto de 1967, na cidade do Rio de Janeiro. Formou-se em Administração de Empresas pela Pontifícia Universidade Católica do Rio de Janeiro, é neto de José Bastos Padilha, presidente do Clube de Regatas do Flamengo entre 1933 e 1937, falecido durante a construção do estádio que leva o seu nome o Estádio da Gávea.

## Carreira

### Produtor e roteirista (1987-2000)
Esteve envolvido na produção do filme Tanga: Deu no New York Times (1987), dirigido por Henfil, e trabalhou na viabilização financeira de Boca de Ouro, de Walter Avancini. Escreveu e produziu o documentário Os Carvoeiros (1999), dirigido por Nigel Noble. Dirigiu e produziu ainda o documentário para TV, Os Pantaneiros.
Produziu Estamira, documentário dirigido por Marcos Prado, sobre uma mulher esquizofrênica que, por mais de duas décadas, trabalhou e viveu no lixão do Jardim Gramacho, em Duque de Caxias, Rio de Janeiro.

### Documentarista (2002-2005)
Seu primeiro longa-metragem como diretor, Ônibus 174 (2002) tenta reconstituir um episódio violento do Rio de Janeiro, o sequestro de um ônibus que terminou em tragédia.
Em 2005, iniciou a preparação de Fome, documentário sobre a trajetória de uma família mineira que mostra de que forma os indivíduos lidam com a fome no cotidiano.

### Tropa de Elite (2006-2010)
Em 2007, foi lançado Tropa de Elite, sua primeira ficção. O filme, que foi pirateado quase dois meses antes da estreia, ganhou grande repercussão e estima-se que 11 milhões de pessoas tenham assistido ao DVD pirata. Nos cinemas, o filme conquistou o maior número de espectadores no Ranking Nacional de 2007. Em 15 de fevereiro de 2008 ganhou o Urso de Ouro, em Berlim, por Tropa de Elite.
Em 2009, filmou Segredos da Tribo, em inglês Secrets of the Tribe, aonde Padilha expõe a guerra entre antropólogos por causa dos ianomâmi. O documentário apresenta um debate interessante sobre a comunidade científica e seus efeitos sobre os grupos que estuda ou uma visão superficial e reducionista da produção desses cientistas. O filme teve sua première no Sundance Festival de 2010.
Em 2010, lançou Tropa de Elite 2: O Inimigo Agora é Outro. O filme teve o maior público da história do cinema brasileiro para um filme nacional, com mais de 11 milhões de espectadores, batendo Dona Flor e Seus Dois Maridos.

### Atualidade (2011-2021)
Em 2014, Padilha dirigiu RoboCop, remake do filme homônimo de 1987. No ano de 2012, José desmentiu afirmações feitas por seu amigo e também diretor Fernando Meirelles, que disse que as filmagens do remake de RoboCop estariam sendo a pior experiência de sua vida, porque o estúdio estaria lhe dando pouca liberdade criativa.
Em 2015, Padilha dirigiu a série Narcos da Netflix, que conta sobre a ascensão de Pablo Escobar, o maior traficante da Colômbia, e dos esforços das DEA para derrubar seu cartel. Em 2018, preparou também para o serviço online uma série sobre a Operação Lava Jato, denominada "O Mecanismo", em parceria com Elena Soares, roteirista de Xingu, baseado no livro "Lava Jato: O Juiz Sergio Moro e os Bastidores da Operação que Abalou o Brasil", do jornalista Vladimir Netto, publicado em 21 de junho de 2016. A série foi alvo de críticas por setores de esquerda, ligados, na opinião de Padilha, ao Partido dos Trabalhadores, incluindo mídias outrora supostamente financiadas pelo governo Dilma e denunciados em delação premiada. Entre outras acusações, está a de atribuir ao personagem Higino, baseado no ex-presidente Lula, a uma fala do senador Romero Jucá, numa conversa gravada onde planejava os detalhes do impeachment de Dilma Rousseff, "é preciso estancar essa sangria", que na série é posta como se fosse contra a operação Lava-Jato. Embora o próprio ex-presidente já tenha falado contra a operação, reclamando de tribunais e políticos acovardados diante da "República de Curitiba". Padilha afirma que Lula também já insinuou que a Operação Lava Jato é danosa ao país, inclusive dizendo que a mesma ajudou a quebrar o Estado do Rio de Janeiro. Padilha também rebateu as criticas afirmando, primeiramente "'O Mecanismo' é uma obra-comentário. Na abertura de cada capítulo está escrito que os fatos estão dramatizados, se a Dilma soubesse ler, não estaríamos com esse problema", em segundo lugar disse que não dirigiu nem roteirizou o episódio especifico da fala em questão, além de a frase polêmica não ser propriedade de Jucá e portanto os roteiristas são livres para usa-la. Por último, chamou o debate de "boboca", afirmando que "se a principal reclamação é o uso desta expressão, pode-se imaginar que o público petista está achando difícil negar todo o resto. Nada a dizer quanto aos roubos e desvios de verba públicas praticados por Higino e Tames com os empreiteiros?" Também disse que "...bandidos entram na sua casa, estupram sua esposa, matam seu filho, e roubam tudo o que você tem. Na saída surrupiam um isqueiro. A esquerda quer debater a cor do isqueiro".
O mais recente trabalho audiovisual de José Padilha, aborda romance, crime organizado e esquemas ilícitos. O cineasta brasileiro assinou o clipe da faixa "Let Me" do Zayn, da boyband britânica One Direction.
Em artigo publicado em 14 de abril de 2019 no jornal Folha de S. Paulo, o cineasta mostra-se arrependido e decepcionado consigo mesmo e com a figura de Sérgio Moro, que ele diz estar "favorecendo as milícias". Tempos depois, assumiu que julgou mal o Ministro Sergio Moro.

### Cinema
| Ano  | Titulo                                    | Creditado como                 | Notas                     |
| ---- | ----------------------------------------- | ------------------------------ | ------------------------- |
| 2000 | Os Carvoeiros                             | Roteirista e produtor          | Documentário              |
| 2002 | Ônibus 174                                | Roteirista e produtor          | Documentário              |
| 2003 | Brazil's Vanishing Cowboys                | Diretor e produtor             | Documentário              |
| 2004 | Estamira                                  | Produtor                       | Documentário              |
| 2007 | Tropa de Elite                            | Diretor e produtor             |                           |
| 2009 | Garapa                                    | Diretor                        | Documentário              |
| 2010 | Tropa de Elite 2: O Inimigo Agora é Outro | Diretor, roteirista e produtor |                           |
| 2010 | Segredos da Tribo                         | Diretor                        | Documentário de televisão |
| 2011 | Paraísos Artificiais                      | Produtor                       |                           |
| 2014 | RoboCop                                   | Diretor                        |                           |
| 2014 | Rio, Eu Te Amo                            | Diretor                        |                           |
| 2016 | Curumim,O Homem Que Queria Voar           | Produtor                       | Documentário              |
| 2018 | 7 Days in Entebbe                         | Diretor                        |                           |

### Televisão
| Ano  | Titulo      | Creditado como               | Notas         |
| ---- | ----------- | ---------------------------- | ------------- |
| 2015 | Narcos      | Diretor e produtor executivo | Serie Netflix |
| 2018 | O Mecanismo | Diretor e produtor executivo | Serie Netflix |